# Natação nos Jogos Olímpicos de Verão da Juventude de 2014 - 50 m bruços Moças
As provas de natação' dos' 50 m bruços de moças nos Jogos Olímpicos de Verão da Juventude de 2014 decorreram a 17 e 18 de Agosto de 2014 no natatório do Centro Olímpico de Desportos de Nanquim em Nanquim, China. A lituana Rūta Meilutytė entrou para a história sendo a primeira a conquistar uma medalha de Ouro nas Olimpíadas da Juventude após vencer nas seniores. Julia Willers da Alemanha ganhou a Prata e o bronze foi para Anna Sztankovics da Hungria.

## Medalhistas
| Ouro   | LTU Rūta Meilutytė   |
| Prata  | GER Julia Willers    |
| Bronze | HUN Anna Sztankovics |

## Resultados da final
| Pos.              | Linha | Nadadora                 | Tempo total | Diferença |
| ----------------- | ----- | ------------------------ | ----------- | --------- |
| Medalha de ouro   | 4     | LTU Rūta Meilutytė       | 30.14       |           |
| Medalha de prata  | 5     | GER Julia Willers        | 31.78       | +1.64     |
| Medalha de bronze | 3     | HUN Anna Sztankovics     | 31.84       | +1.70     |
| 4                 | 2     | UKR Anastasiya Malyavina | 31.89       | +1.75     |
| 5                 | 6     | SWE Sophie Hansson       | 32.01       | +1.87     |
| 6                 | 8     | GBR Giorgina Evans       | 32.03       | +1.89     |
| 7                 | 7     | KOR Yang Jiwon           | 32.14       | +2.00     |
| 8                 | 1     | HUN Dalma Sebestyen      | 32.42       | +2.28     |